# Eurídice de Atenas
Eurídice (en griego antiguo Εὐρυδίκη, transcrito en Eurídice, Atenas, ... - después de 306 a. C.) fue una noble ateniense, esposa del rey de Cirene, Ofelas, y más tarde, de Demetrio I de Macedonia.

## Biografía
Eurídice pertenecía a la familia ateniense de los Filaidas, la misma de Milciades el Joven y de Cimón, y había estado casada con Ofelas.
Después de la muerte de su primer marido, en 308 a. C., Eurídice volvió a Atenas, donde conoció y se casó con Demetrio Poliorcetes, hijo del diádoco Antígono I Monóftalmos, y futuro rey de Macedonia, cuando este conquistó Atenas en 307 a .C
Plutarco testimonia que tuvo un hijo con Demetrio, llamado Corrabo.